# 悼公 (曹)
悼公（とうこう、? - 紀元前515年）は、春秋時代の曹の君主（在位前524年 - 前515年）。姓は姫、名は午。平公の子として生まれた。平公の後をうけて曹国の君主となった。在位9年。宋におもむいて抑留された。弟の声公姫野が立った。悼公は宋で死去した。